# Vapenrock m/1910

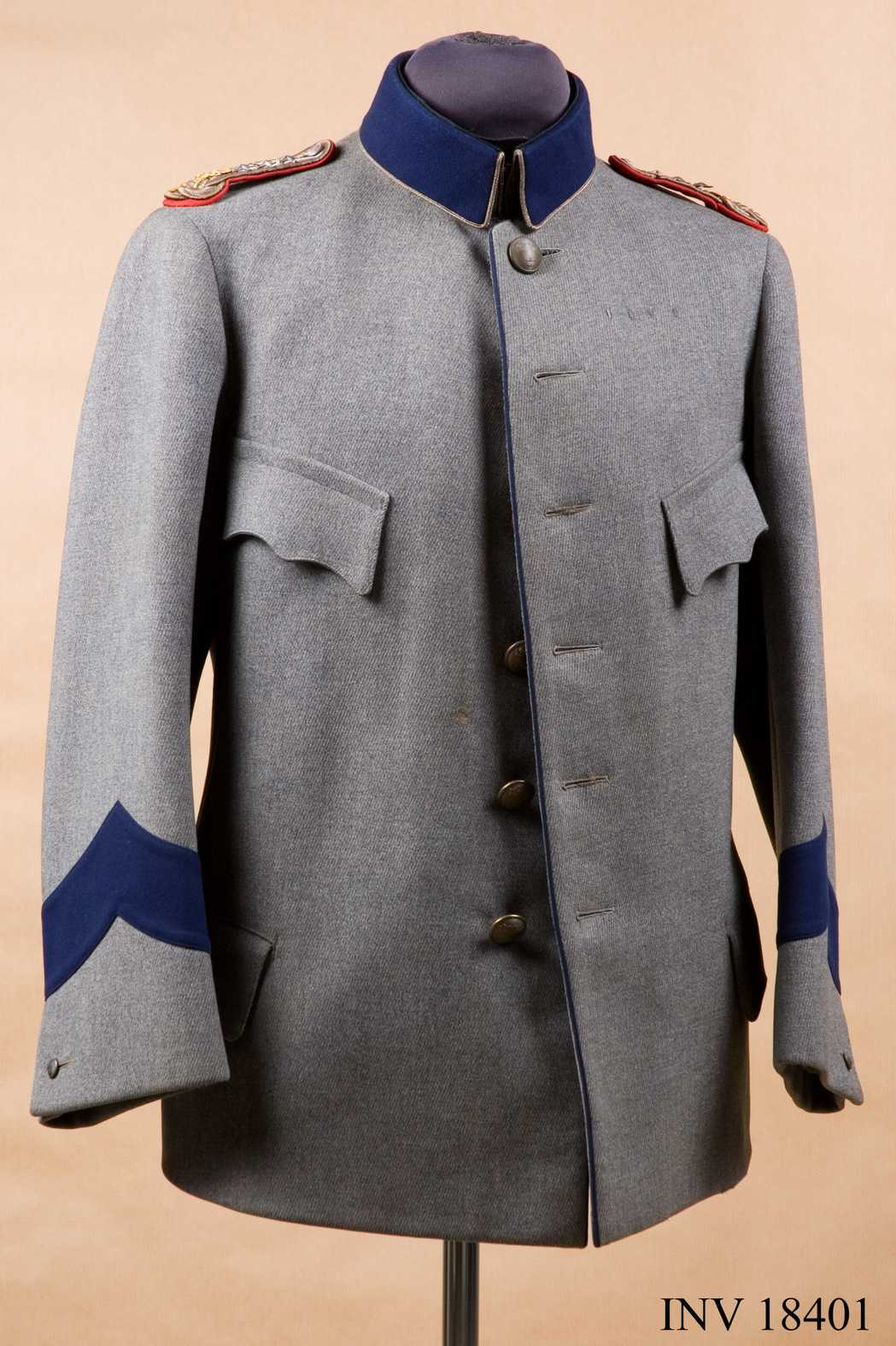
Vapenrock m/1910 för kapten vid Göta Livgarde (I2)
(Ur armémuseums samlingar)

Vapenrock m/1910 var en vapenrock som användes inom försvarsmakten.

## Utseende
Denna vapenrock är i grått kläde och har en enradig knapprad om sex knappar vilka för officerare samt fanjunkare är bronserade. Den har en blå ståndfällkrage att igenhäktas såväl ovantill som nedantill. Officerare har på kragen även en guldfärgad fyrkantsgalon. På underärmarna finns en 6 cm bred blå klädeslist. Vapenrocken har framtill två mindre bröstfickor samt två större sidofickor. Gradbeteckningen är i form av axelklaffar.

## Användning
Denna vapenrock är en del av uniform m/1910 som användes av hela armén. Vapenrocken ersattes delvis av vapenrock m/1923 och slutligen helt av vapenrock m/1939.

## Varianter

### Vapenrock m/1910-1923
Denna variant av vapenrock m/1910 är identisk med ursprungsversionen så när som på axelklaffen som är i samma färg som vapenrocken i övrigt istället för blå och användes till uniform m/1923.